# Блэлок, Джолин
Джолин Блэлок (англ. Jolene Blalock; 5 марта 1975, Сан-Диего) — американская актриса, известная по роли Субкоммандера Т’Пол в сериале «Звёздный путь: Энтерпрайз».

## Биография

### Начало карьеры
Джолин Блэлок покинула родительский дом в 17 лет. Занялась модельным бизнесом в Европе и Азии. Она работала в качестве модели и часто появлялась на обложках мужских журналов, дважды появлялась на обложке журнала Maxim. В апреле 2002 года она снялась для журнала «Playboy».
После многих лет соблюдения диеты она отказалась от модельной карьеры, заявив: «Я устала от модельного бизнеса. Трудно оставаться постоянно в одной форме, и трудно переносить это психологически».
Её первый телевизионный дебют в ситкоме «Салон Вероники» принёс немалую известность, и уже после этого ей предложили участие в новом проекте «Лодка любви», в 2000 году она исполнила роль Медеи в адаптации фильма «Ясон и аргонавты», в 2002 году сыграла Субкоммандера Т’Пол в сериале «Звёздный путь: Энтерпрайз», приквеле к оригинальному сериалу «Звёздный путь».

### Звёздный путь: Энтерпрайз
Роль в проекте «Звёздный путь: Энтерпрайз» стала крупным прорывом в карьере Джолин, и она описала это как мечту, ставшую явью. Она призналась, что испытывала волнение, будучи новичком во вселенной культового сериала: 
Мне по-настоящему повезло. Более 100 человек работают совместно над этим каждый день, и у нас не было ни одного спора. Это невероятно. У меня были плохие дни в моей личной жизни, но я всегда с радостью ходила на работу. Здесь также ощущается бессмертие, которое дарит тебе шоу, что ты работаешь над чем-то, что никогда не умрёт, что твой вклад будет длиться вечно. Это очень особенное чувство.
Блэлок также сказала о проекте:
Для людей вроде меня, кто любит оригинальные серии шоу, «Звёздный путь» это вроде легенды, я сожалею что не смогла поучаствовать в более раннем Звёздном пути, у этого проекта ещё огромный путь. Я люблю играть вулканку, эта возможность доставляет мне огромное удовольствие. У меня было минимум три прослушивания в день, и работа в фильме была моим высочайшим желанием. Когда я в первый раз пришла, то сказала «нет», ничего не зная об «Энтерпрайзе», не зная предпосылок, без каких-либо знаний о моей роли, потому что последние пара фильмов не заинтересовали меня. Но после того как сценарий был передан моему агенту во второй раз, он передал его мне, и сказал идти домой и прочитать его. Сценарий мне показался чудесно написанным, начинающимся в гораздо более интересный период, чем последние несколько сериалов вселенной «Звёздного пути», - и мой персонаж был потрясающим. Это было неотразимо. Вдруг мне очень захотелось быть частью этого шоу, и, к счастью, продюсеры всё ещё нуждались во мне на борту.
Мнение актрисы об оригинальном сериале: «Спок был реальным секс-символом „Звёздного пути“, а не Кирк, как большинство ему приписывает».

## Фильмография
| Год       |    | Русское название                    | Оригинальное название          | Роль               |
| --------- | -- | ----------------------------------- | ------------------------------ | ------------------ |
| 1998      | с  | Салон Вероники                      | Veronica's Closet              | девушка            |
| 1999      | с  | Лодка любви                         | Love Boat: The Next Wave       | девушка            |
| 2000      | с  | G vs E                              | Good vs Evil                   | Либби              |
| 2000      | с  | C.S.I.: Место преступления          | CSI: Crime Scene Investigation | Лаура Гаррис       |
| 2000      | тф | Ясон и аргонавты                    | Jason and the Argonauts        | Медея              |
| 2000      | ф  | Королева на день                    | Queen for a Day                | эпизод             |
| 2000      | ф  |                                     | D.C.                           | Кристи             |
| 2001      | тф | На краю                             | On the Edge                    | Жена Чарли         |
| 2001—2005 | с  | Звёздный путь: Энтерпрайз           | Star Trek: Enterprise          | Субкоммандер Т’Пол |
| 2001      | с  | Охотники за алмазами                | The Diamond Hunters            | Руби Грейндж       |
| 2001      | с  | Военно-юридическая служба           | JAG                            | Лиза Антун         |
| 2003—2004 | с  | Звёздные врата: SG-1                | Stargate SG-1                  | Ишта               |
| 2005      | тф | Медленный огонь                     | Slow Burn                      | Нора Тиммер        |
| 2006      | тф |                                     | I Dream of Murder              | Джоанна            |
| 2007      | тф | Теневые марионетки                  | Shadow Puppets                 | Кейт               |
| 2008      | ф  | Звёздный десант 3: Мародёр          | Starship Troopers 3: Marauder  | капитан Лола Бэк   |
| 2008      | с  | C.S.I.: Место преступления Майами   | CSI: Miami                     | Портье Ферателли   |
| 2009      | с  | Доктор Хаус                         | House                          | Лекса              |
| 2010      | с  | Легенда об Искателе                 | Legend of the Seeker           | Никки              |
| 2010      | ф  | Грешники и Святые                   | Sinners & Saints               | Стейси             |
| 2010      | ф  |                                     | One Kine Day                   | ТБА                |
| 2014      | ф  | Домашнее видео: Только для взрослых | Sex Tape                       | эпизодическая      |
| 2017      | ф  | A Man for Every Month               | Мужчина на каждый месяц        | Бренда             |
| 2024      | мс | Звёздный путь: Нижние палубы        | Star Trek: Lower Decks         | Субкоммандер Т’Пол |